# Нерудни полезни изкопаеми
Нерудните полезни изкопаеми са неметални полезни изкопаеми, съставени от негорящи твърди скални формации или минерали, използвани в промишлеността и строителството в естествен вид или след механична, термична или химическа обработка, а също и за извличане от тях на неметални елементи или техните съединения.

## Видове нерудни полезни изкопаеми
Разнообразието от вещества, състав и свойства на тези изкопаеми предопределят комплексния характер на тяхното използване. В зависимост от областите, в които се използват, нерудните полезни изкопаеми се поделят на 4 основни групи:
- Минно-химически суровини – апатит, халит, силвинит, карналит, бишофит, полигалит, самородна сяра, пирит, целестин, барит, боросиликати, селитра, каменна сол. Голяма част от тях се използват за производство на минерални торове;
- Минно-металургични суровини – обединяват нерудните полезни изкопаеми, използвани за производство на огнеупорни изделия (огнеупорна глина, доломит, магнезит, кварцити), в качеството си на пълнители (флюси) (варовици, доломити, кварцити, флуорит), като формовъчен материал (формовъчни и бентонитови глини и пясъци);
- Строителни материали – гранит, лабрадорит, диорит, варовик, доломит, мрамор, кварцит, туфи, пясъчници и др.), керамични и стъкларски суровини (огнеупорни глини, пясък, каолин, фелдшпат, воластонит, риолит и др.), суровини за производство на свързващи вещества (глини, варовик, мергел и др.), минерални оцветители (охра, мумийо и др.), топло- и звукоизолационни материали (перлит, вермикулит).

Неметални суровини, представени от технически кристали – диамант, пиезокварц, исландски фелдшпат, мусковит, флогопит, ахат и др., скъпоценни и полускъпоценни камъни (ювелирни диаманти, смарагд, топаз, рубин, ахат, малахит, тюркоаз, яспис, кехлибар и др.). Към тази група се отнасят още азбест, талк, графит и абразивните материали корунд и шмиргел.